# لهجة حوطة بني تميم
لهجة      متميزة عمًّا حولها من لهجات البلدان المجاورة وهذا التميز له جذوره التاريخية وأصوله اللغوية، حيث حفلت كتب اللغة بدلالات وشواهد كثيرة عليها وقد ساهم موقع حوطة بني تميم في المحافظة على هذه اللهجة لقرون عديدة. عندما تستمع إلى «لهجة أهل الحلوة» ولهجات البلدان القريبة منها كالخرج ونعام والحريق والأفلاج تجد فرقا كبيرا بينها من حيث نطق بعض الحروف ومخارجها وغيرها من الصوتيات الأخرى، ويتبادر لذهن السامع لأول وهلة تشابه تلك اللهجة مع لهجات أهل الخليج العربي وهذا التشابه له ما يبرره، فلهجة أهل حوطة بني تميم   لهجة عربية قديمة تعود بجذورها لقبيلة تميم العريقة التي أثرت فيما حولها من القبائل والجماعات.
وسيتم عرض عدد من الظواهر الصوتية التي قد لا ينفرد ببعضها أهل حوطة بني تميم، مع ذكر الشواهد عليها من كتب اللغة ومن هذه الظواهر ما يلي.

## 1- الهمزة
للهمزة في لهجة أهل حوطة بني تميم عدد من الأحوال؛ منها:
-تحقيق الهمزة في مثل: (أصْل) فيقولون: «أصِل».
-قلب الهمزة عينا في مثل (هيئة) و (مسألة) و (سؤال) فيقولون: «هيعة» و«مسعلة» و«سعال».
(1) اعتمد المؤلف إيراد أغلب هذه الظواهر الصوتية على المرجع التالي:
محمد الباتل الحربي. اللغة المحكية في حوطة بني تميم. رسالة ماجستير غير منشورة. كلية الآداب. قسم اللغة العربية. جامعة الملك سعود. عام 1400هـ.
يقول ذو الرمة:
• في قلب الهمزة واوا في مثل (أين) و (أي شيء)و (الله أكبر) فيقولون: "وين" و" وش " والله وكبر"، وشاهده في لغة تميم، قول رؤية بن العجاج: كالكودن المشدود بالوكاف.(الأكاف)
• قلب الهمزة صوت لين في مثل (رأس) و (بئر) و (ذئب) و (شؤم)
• و (توضأت) و (عبات) و (قرأت) فيقولون: «راس» و«بير» و«ذيب» و«شوم» و«توضيت» و«عبيت» و«قريت» وهذا له ما يؤيده في الفصحى، حيث ورد أن بني كعب من تميم يقولون رفيت في «رفأت» وروي أن أبا عمرو التميمي لا يهمز في قراءته كل همزة ساكنة.
• قلب الهمزة ياء في مثل (سائر) و (طائر) و (مصائب) و (ملان) و (قراءة) فيقولون: " ساير" و" طاير" و" مصايب " و" مليان " و"قراية "، وقد كان أبو عمرو بن العلاء التميمي يسهل الهمزة كثيرا فيقول: خطيات "خطيئات.

## 2-الجيم
، وقد ورد في أمالي القالي: «كما قا لوا الصهاريج والصهاري، وصهريج وصهري، لغة تميم (لا اريد التفريق العنصري لكن هذا لهجة أهل المحافظة أجمع)»، وتقول أم الهيثم المنقرية التميمية: 
أي «شجرات»، يقول أبو الهيثم: ليس بيئ الأزْيم والأزجم إلا تحويلة الجيم ياء، وهي لغة في تميم.

## 3- الضاد والظاء
ينطقون الضاد ظاء في مثل (بعضهم يأكل بعضا) فيقولون: «بعظهم ياكل بعظ»، ويؤيد هذا قول رؤبة بن العجاج:
ويؤيد ذلك رواية أبي حاتم حيث قال: «بنو ضبة وحدهم يقولون فاضت» وهذا يعني أن غيرهم من تميم ينطقون الضاد ظاءً. وقد قام الفلاح حاتم بهذا العمل الأجرومى.

## 4- صوت القاف
•ينطق أهل حوطة بني تميم دون سواهم القاف بصوت الجيم في مثل (قد بيع) و (قليب) فيقولون: «جد بيع» و«جليب»، وأكثر هذا له ما يؤيده في فصيح العرب ة فقد روى أبو الطيب اللغوي أنه يقال: زرجته بالرمح، أزرجه زرجا، وزرقته به زرقا، إذا طعنه بة طعنا سر!عا، ويقال عزق الأرض وعزجها إذا قلبها بالمسحاة.
•وينطقون القاف بصوت الكاف في مثل (قبل) و (قلبان) "قفَّوا) فيقولون: "كبل أمس " و"كلبان " و"كفوا"، وقد أشار إلى ابن دريدل بقوله: فأما بنوتميم فإنهم يلحقون القاف بالكاف فتغلظ جدا فيقولون: الكوم، يريدون القوم، وهذه لغة معروفة في تميم.

## 5- الكشكشة
ينطق أهل حوطة بني تميم الكاف صوتا شبه مزجي (ج) في مثل (أعطاكِ أبوك) و (ركية) و (كثير) و (الكيل) فيقولون: «عطاج أبوج» و«رجيَّة» و«جثير» و«الجيل»، يقول سيبويه: «وأما ناس كثير من تميم وناس من أسد فإنهم يجعلون مكان الكاف للمؤنث شيناً»، ويقول أبو الطيب اللغوي: «وهي لغة تميم وجماعة من العرب، وتسمى هذه اللغة بالكشكشة» ويقول الثعالبي: (الكشكشة تعرض في لغة تميم كقولهم في خطاب المؤنث: ما الذي جاء بش؟ يريدون بك).
ويقول المبرد: (قال معاوية يوما: من أفصح الناس؟ فقام رجل من السماط فقال: قوم تباعدوا عن فراتية العراق وتيامنوا عن كشكشة تميم وتياسروا عن كسكسة بكر، ليس فيهم غمغمة قضاعة ولاطمطمانية حمير، فقال معاوية: من أولئك؟ فقال: قومي يا أمير المؤمنين، فقال له معاوية: من أنت. قال: أنا رجل من جرم. قال الأصمعي: جرم من فصحاء الناس).
يقول ابن منظور: (وفي حديث معاوية: تياسروا عن كشكشة تميم، أي إبدالهم الشين من كاف الخطاب مع المؤنث فيقولون: أبوش وأمّش) «أبوك وأمك». 
وأهل حوطة بني تميم لا ينطقون الكاف المذكورة شينا مطلقة بل صوت مزجي بيئ الشن والجيم.

## 6- الإدغام
يدغم أهل حوطة بني تميم الحروف المتقاربة في الأصوات، مثلى (صادق)و (صدق) و (مزرعتكم) و (مزرعتهم) و (خلطْتُ) و (عبدْتُ) فيقولون: «صاج» و«صج» و«مزرعكُّم» و«مزرعتُّم» و«خلََت» و«عبتُّ». والأصل في الإدغام عندهم ان يؤثر الحرف الثاني في الحرف الأول ما عدا التاء والهاء في «مزرعتم» فقد أثر الأول في الثاني. والإدغام لغة تميم أو هو لبعض تميم كما أن أبا عمرو التميمي كان يقرأ عددا من الآيات المشتملة على كلمات ذات أصوات متماثلة أو متقاربة بالإدغام مثل قول القرآن «فإذا قضيتم مناسكم» و«ما سلكم في سقر».

## 7-التنوين
ينون أهل حوطة بني تميم النكرات غير النهائية في الجملة الكلامية بتنوين مكسور في مثل (شيء بعد ما صار) و (الشعبان ملاى من الناس)، و (تروح لأناس من البلدة) فيقولون: «شيٍ بعد ما صار» و«الشعبان مليانةٍ من الناس»، و«تحب تروح لناسٍ البلدة»، ويؤدي التنوين وظيفة مهمة في الموازنة بين المقاطع الصوتية في الجملة، ويشعر السامع أن الكلام لم يكتمل، وأن المنون غير محدد.
وينتشر مثل هذا التنوين في سائر بلاد نجد وجنوب العراق والكويت، وقد أورد النحاة شواهد للتنوين في شعر عدد من بني تميم مثل قول رؤبة بن العجاج التميمي (وقاتم الأعماق خاوي المخترقن)، وقول جرير (أقلي اللوم عاذل والعتابن).

## 8- مفعول الأجوف الثلاثي
يتم أهل حوطة بني تميم اسم المفعول من الثلاثي الأجوف سواء أكان يائيا مثل (مخيط) أم واويا مثل (مصون)، فيقولون: «مخيوط» و«مصيون». يقول سيبويه: «وبعض العرب يخرجه- يعني اليائي- على الأصل مخيوط..» أما الآخرون فقد نصوا على أن تصحيح اليائي لتميم، ولكنهم اختلفوا في تصحيح الواوي، فنسبه ابن جني وابن السيد، وابن يعيش، وابن منظور إلى تميم، فيما لم ينسبه لقبيلة بعينها آخرون مثل ابن عصفور والحريري وابن هشام.

## 9- سوابق الكلمات
•تسبق بعض الأفعال والأسماء عند أهل حوطة بني- بحرف «ب»
•في مثل (أنا أشرب ماء) و (هو يُحَصِّل شيئا) فيقولون: «أ باشرب ماء» و«هوبيحصل شيء».
•ويقيمون حرف الباء (ب) مقام الفعل للتعبير عن الرغبة فعل مستقبل بحيث لو استعملت الفعل (أريد) أو (أود) مكانها لاستقام المعنى فيقولون: «أنا أب هذا»، و«أنت تبِ تروح».
•ويسبقون بعض كلامهم أثناء الحديث أو عند مجاذبته ب (عاد) في مثل (خلى عياله وسافر) و (جاء به من بيته) و (يوم أنه راح ما خبَّرنا). فيقولون: "عاد خلى عياله وسافر" و"عاد هو يَايبة من بيته، و"عاد يوم انه ما خبرنا".
•وتقدم (زاد) بعض كلماتهم؛ في مثل يقول (إنه غائب) و (أنت مخطئ يوم تزوره) فيقولون: «زاد يقول إنه غائب» و«زاد أنت يوم تزوره»، ولكنهم لا يبدأون بها في الحديث لأنها تحمل معنى مستخرجا من كلام سابق، وهي قريبة الشبه بمعنى «أما» التي تعني حقاً.
•يخصون الفعل المضارع بـ (دلَّى) فيقولون «دلَّى يضربهم»، و«دلَّى يشرب»، و«دلَّى يدرس»، وتعني أنه شرع في ضربهم، وشرع في شرب الماء، و: في الدراسة.
الكتر: الجانب والناحية، ولعلها من الأقتار والأقطارة وهي النواحي من كل شيء، والواحد قتر، وقطر، ويقال: ما أبالي على أي قتريه وقع.. كمارواها أبو الطيب اللغوي عن الأصمعي.
مير: تستعمل بمعنى لكن.. للاستدراك، يقول السامرائي: ويعبرون عن لكن بمار أو مير.
- - ويقول صاحب (الصحاح):

بعض بني تميم يقول: لعـنـّك، بمعنى لعـلّـك
قال القرطبي:
تميم يقولون إسرائين بالنون (إي إسرائيل)

أمثلة من الشعر النبطي: 
بترون: بترول (أي بئر بترول)

وقول الشاعر: 
النيرة: الليرة (والمتاليك هي العملة الصغيرة المجزأة منها).
معنى: من وين ياي
ويقول /عبد الله بن محمد بن خميس – عضو المجمع – في العامية، والدخيل، واللهجات في قلب الجزيرة العربية (*)
فيلقى مثلاً التميمي تميميًّا آخر فيقول له: «من أين أنت ياي؟» فيجيبه: «ياي من اليوف» يظنه السامع كلامًا مرطونًا لا علاقة له بالفصحى. والواقع أن السائل يقول: «من اين أنت جاء» بتسهيل الهمزة من (أين) وإبدال الجيم ياء على لغة تميم وقلب الهمزة ياء. والجواب جاء هكذا: «جاء من الجوف» بقلب الجيم ياء في (جاء) و (الجوف).
أتْلاَ: بتسكين التاء وفتح اللام - آخر - الأخير . واتلا الطابور اخره. واتلاهم - اخرهم. يقول المثل (مايسوا التالية من الغنم) والتالية الأخيرة من الغنم. ودائما الأخيرة من الغنم أما تكون مريضه أو بها عيب. 
احتراهْ: بتسكين الحاء والتاء والراء مفتوحتان - انتظره . يحترينا - ينتظرنا . احتريك – انتظرك. 
اسْفَهَلْ: بتسكين السين وفتح الفاء والهاء - ارتاح. وأنس. مِسْفِهِلْ – منشرح الصدر. 
إقْحَصْ: بتسكين القاف وفتح الحاء والصاد ساكنه – إنهض. يقول (قم اقحص وجيب الاكل. 
بْطَانْ: البطان مصنوع من الحبال ومسفوف (ملفوف عليه) بالخرق البالية من الأقمشة. وهو يستعمل لطلوع النخلة عند تلقيحها أو خرفها. 
تَلْ: بفتح التاء وتسكين اللام - تل الشيء نزعه من مكانه بقوه . تل الحبل نزعه وسحبه بشدة. يقول الشاعر عبد المحسن آل حويتان:
جثير: كثير
جْرَابْ: الجراب - وهو مصنوع من الجلد شكله اسطواني يستعمل للقهوة والهيل ويوضع في شكله عود من سيور الجلد للجمال والزخرفة.
حَنْشَلْ: بفتح الحاء وتسكين النون والشين مفتوحه - حرامي ولص. 
دَحَمْ: المداحمه التصاق الكتف بالكتف في الازدحام. ويداحمني يضيق علي. 
يقول الشاعر: 
دلَّى: بفتح الدال واللام مشددة مع الفتح - أصبح. فيقولون (دلَّى الولد يتكلم). و (دلَّى الولد يمشي) بعد أن كان يحبو. و (الحمار دَلَّى يعرف الطريق). 
رَِدِىْ: الرَّدِى – الشيء التافه . أو من به عيب من الرجال. يقولون فلان عايب وردي. وهو عكس الجيد والحسن ويقول (فلان علومه رديه) أي أفعاله . قال الشاعر رشيد العميقان: 
رَِكَى: بفتح الراء والكاف - اعتمد . يِرْكِى عَلِيْه – يعتمد ويتكل عليه بعد الله في انهاء أو قضاء حاجة له. يقول الشاعر رشيد آل عميقان:
رَيَّالْ: رجل. رياييل – رجال. وهنا تستبدل الجيم ياء في لغة تميم. 
زَادْ: الزاي مفتوحه وتسكين الدال - وتعني أمَا والتي تعنى حقاً . يقول (إنه مريض) و (أنت مخطئ يوم تعطيه دراهم) فيقولون: زاد يقول إنه مريض وزاد أنت يوم تعطيه دراهم "، ولكنهم لا يبدأون بها في الحديث لأنها تحمل معنى مستخرجا من كلام سابق، 
زِبِيْل: بكسر حرف الزاي والباء وتسكين الياء - يصنع من الخوص - ويستعمل الفلاح الزبيل في أغراض متعددة ومنها: 
نقل الأتربة من مكان إلى آخر في المزرعة أو في البناء. حفظ البذور - نقل الثمار - نقل الأدوات الزراعية. 
زَرْنُوْج: بفتح الزاي وتسكين الراء وضم النون - زرنوق – وهو العمود على حافة البئر.
سَبَاي: السباي - يتكون من ثلاث من جريد النخيل أو ثلاث خشبات بطول مترين تقريباً وتربط الثلاث من الأطراف العلوية وتتباعد الأطراف السفلية . مثل الشكل الهرمي. تعلق فيه قربة الماء أو لخض 
سُفْرَه: سفرة الاكل - تصنع من خوص النخيل وهي دائرية الشكل.قطرها من متر إلى متر ونصف تقريباً. 
سْقَاءْ اللَّبَنْ: مصنوع من الجلد ويختلف في الحجم كبير ووسط وصغير ويستعمل السقاء في خض اللبن ويستعمله الحاضرة والبادية . 
صَيَّفْ: بفتح الصاد والياء مشددة مع الفتح - تأخر. يقول (ليه جيت مصيف) أو (صيفت علينا) أو (رحنا مصيفين على الموعد) ذهبنا متاخرين على الموعد. 
طُبَقْ: الطبق - يصنع من خصوص النخيل أي ورق الجريد إذا يبس يخمر في الماء ثم يصنع منه الطبق كما هي صناعة الزبيل. ويستعمل الطبق في تنظيف العيش من الأتربة وتوضع فيه قرصان البر ويوضع فيه بعض المحاصيل الزراعية. 
عَتَلْ: قضيب حديدي بطول الرجل تقريبا وهو من الصلب. لها أنواع كثيرة تختلف باختلاف أطوالها. ويستعملها الفلاح في خلع الفسائل وفي البناء والحفر والهدم وغير ذلك.
عَثَى: بفتح العين والثاء – افسد. وعثى في الأرض افسد فيها. 
غَدِيْت: بفتح الغين وكسر الدال والياء ساكنه - أصبحت . (غدا) – أصبح. يقول لولده (ذاكر غديك تجيب علامه كبيره). والأولاد كبروا وغدوا رياييل). ويقول الشاعر عبد المحسن آل حوتان التميمي:
قْرَايَهْ: بتسكين القاف وفتح الراء والياء - قراءة. يقول (اليوم قريت الدرس) و (والأولاد قروا دروسهم). 
قَضَبْ: مَسَكْ. واصلها قبض . إقْضَبْ: أمسك وقضبت الحرامي. بدلاً من قبضت على الحرامي. والقضب يكون باليد . 
قِلَّهْ: قول له . قال الشاعر رشيد العميقان:
كَبْل: بفتح الكاف وتسكين الباء - قَبْلْ . يقول (كَبْل أمْس) أي قَبْل امس. 
كَتْر: الكتر - الجانب والناحية من الشيء. ولعلها من الأقتار والأقطارة وهي النواحي من كل شيء. يقول (تعال في كتري) أي بجانبي. 
كَرْ: الكر- يتكون من بطان ملفوف من ثلاثة حبال ويلف كذلك بالخرق البالية من الأقمشة وله عروة من نفس الخانة بطول 1.5 متر إلى 1متر ونصفه الثاني مصنوع من الجلد قبل الدبغ بطول 1.25م أو 1.5م. ويستعمل لصعود النخلة. 
كِمَى: بكسر الكاف وفتح الميم – اخفى. يَكْمِي - يَخْفِي . ويكمي السر- يَحْفَظُه. يقول الشاعر عبد المحسن آل حوتان التميمي:
مْبَرِّدْ: بتشديد الراء - المـبرّد: يصنع من سعف النخيل أو قصب النبات شكله دائري ملون يستعمل لوضع القهوة قبل حمسها وبعده ويسمى المبرد بتشديد الراء لأنه يبرد القهوة بعد حمسها.
مَحَّدْ: بفتح الميم والحاء مشددة مع الفتح - لا أحد . يقول (مَحَّدْ عِنْدَنَا) و (مَحَّدْ مَعْهُمْ). يقول الشاعر رشيد العميقان التميمي:
مَخْرَفْ: يُصْنَع المَخْرَف من جريد النخل أو سعف النخل.وهو زبيل لجمع الرطب من أعلى النخلة. 
مِدْخَن: مدخنة البخور. والمدخن يصنع من الحجر قديماً ثم صنع من الخشب بأطوال مختلفة يتراوح طوله من 2. سم و 3. سم و4. سم له قاعدة يوضع على القاعدة أربع أعمدة تكون موضعا لمسكه باليد ثم يوضع على الأعمدة رأس المدخن ينتهي بأربع زوايا كل زاوية بارزة في أعلى المدخن ويوضع عليه العود والطيب ويدار على الضيوف في المجلس. 
مِرْقَابْ: بكسر الميم وتسكين الراء وفتح القاف – ابراج مراقبة تكون حول القرية . وهي نقاط مراقبه للاعداء . وجمعها مراقيب. 
مَزْرَعَتُّمْ: مزرعتهم . و (مَزْرَعَكُّمْ) مَزْرَعَتِكُمْ . 
مَطْبَلَه: المطبلة - مصنوعة من الخشب طولها متر تقريباً طرف ضخم وطرف رفيع . وتستعمل في دق الحبوب بأنواعها.
مِنْحَازَهْ: بكسر الميم والنون ساكنه وفتح الحاء - مَدَقْ . والمدق مصنوع من الخشب أو جذوع النخل. وتستعمل المنحازة لدق وهرس الحبوب. 
مِهْرَاسَه ْ: المهـراسة - تصنع من الخشب تستعمل للدق ولها يد من الحجر طول المهراسة يتراوح من 15سم إلى 1. سم ترصع بالقمور الحمراء لتجميلها
مِيْدِي: بكسر الميم والدال - يَقْصُدَنِيّ . مِيْدَكْ – يقصدك. يقول (أنْخَا مِيْدِيّ) أي هل تقصدني.
مِيْر: تستعمل بمعنى لكن.. للاستدراك، يقول السامرائي: ويعبرون عن لكن (بمار أو مير). يقول (رحت لأحمد في البيت مير مالقيته). 
نَطَلْ: بفتح النون والطاء - رمى . نطل الشيء: ألقاه. يقول (انطل اللي بيدك). 
نَظَلْ: بفتح النون والظاء وتسكين اللام - نظل فلان فلانا أي عانه وأصابه بالعين ورماه بها. وفلان نظول. والمرأة نظوله. ومن اصيب بالعين فهو منظول. 
نِقِيْرَهْ: النقـيرة - تصنع من الحجر قاعدتها مربعة الشكل طول ضعلها 3سم على شكل هرم من أعلى إلى أسفل مزخرفة بالنقوش بزخارف مربعات ومثلثات تحفر من أعلى بقطر 1. سم وعمق 15سم تدق فيها القهوة العربية قبل صنع النجر الذي يستعمل لدق القهوة ويقدر ارتفاعها 4. سم وتباع بحوالي خمسة عشر ريالاً فرانسي تم بعدها صنع النجر من النحاس بدلاً منها ولها يد من حجر بطول 25سم اسطواني الشكل.
هَقْوَهْ: بفتح الهاء والقاف ساكنه وفتح الواو - ضن . يقول له (ماهقيت انك تعمل كذا) و (تهقى فلان يجي على الموعد). هقوتي - ظني . هقيت- ظننت. 
وِِِِِرْع: بكسر الواو وتسكين الراء - ولد – فتى . والجمع وِرْعَان . يقول الشاعر رشيد العميقان:
يَابْ: بفتح الياء - جاب . يَايْبَهْ: جاء به . يقول (يَايْبَهْ من بِيْتَه) جَاء بِهِ من بَيْتَه . وللمؤنث يابت. 
يَاهِلْ: بفتح الياء وكسر الهاء - جاهلوهو الولد الصغير. وفي لهجة بني تميم كما ذكرنا يقلبون الجيم ياء. يقولون للجمر – يمر. 
يِِِسْوَى: بكسر الياء وتسكين السين والواو مفتوحة - يُسَأوِيّ . يقول (الخروف هذا يِسْوَى ألف ريال) و (هذا الرجل ما يِسْوَى شي). لايساوى شيء. 
يَمَّهْ: الياء مفتوحه والميم مشددة مع الفتح - جِهَتَهْ – بِجَانِبَهْ – إلِيْه . يقول (رِحْ يَمَّهْ يَعْطِيك) و (تَعَال يَمِّي) أي بقربي. وجَلسْت يَمْهُمْ. 
يِنُوْم: بكسر الياء وضم النون وتسكين الواو - ينام.

## اختصارات
لدى أهل حوطة بني تميم اختصارات في مرادفات الكلام كثيرة جداً، منها:
- (اسبط) يعني اخفي ما علمت أو سمعت.
- (عقب الأخير) بعد صلاة العشاء.
- (صحّيح) بشد الحروف صفة تقال لشخص عقله محدود.
- (عس - عسنا - عسيتهم) أي مررت بهم.
- (اها - يزي) كلمة تقال للغير وهي مرادفه لكلمة (كفى).